# Франц Кламер
Франц Кламер (Мосвалд, 3. децембар 1953) је бивши аустријски алпски скијаш. Освајач је златних медаља са Олимпијских игара и Светских првенстава. Био је специјалиста за спуст и са 25 победа држи рекорд по броју победу у тој дисциплини у Светском купу. 

## Биографија

### Доминација у спусту
У Светском купу је дебитовао 15. децембра 1972. у Вал Гардени где је освојио пето место у спусту. Наредне сезоне је био други у поретку за спуст иза Швајцарца Ролана Коломбена. Те сезоне је остварио своју прву победу у спусту 22. децембра 1973. у Шладмингу. Већ на почетку сезоне 1974/75. Кламеров највећи конкурент у спусту Ролан Коломбен се тешко повредио. То је Кламеру омогућило да те сезоне оствари потпуну доминацију у спусту и победи у осам од девет трка. Једино у Межеву није завршио трку што га је коштало великог кристалног глобуса.
На Олимпијским играма 1976. у Инзбруку, Кламер је освојио златну медаљу спусту надмашивши актуелног олимпијског победника Бернхарда Русија за 0,33 секунде. 
Иако је без проблема побеђивао у спусту Франц Кламер није могао да освоји велики кристални глобус због слабих наступа у велеслалому, док се у слалому није ни такмичио. Тако је у сезони 1975/76. био четврти, у сезони 1976/77. трећи а у сезони 1977/78. пети у укупном поретку Светског купа. У периоду 1975-77 Франц Кламер је три пута победио у Кицбилу.

### Сезоне 1979-1985
Након освајања четврте узастопне титуле у спусту у сезони 1977/78. Кламер је почео да остварује лошије резултате. Због тога није успео да се пласира у аустријски олимпијски тим за Зимске олимпијске игре 1980. у Лејк Плесиду. Коначно је 1981. успео да победи у Вал д'Изеру. У сезони 1982/83. поново осваја мали кристални глобус у спусту, пети у каријери. 
У Кицбилу је поново победио 1984. а на Олимпијским играма 1984. у Сарајеву је био десети у спусту. 

## Рекорди
На свом врхунцу у периоду од 10. јануара 1976. до 22. јануара 1977. или од Венгена 1976. до Венгена 1977, Франц Кламер је остварио десет узастопних победа у спусту, укључујући и победу у Зимским олимпијским играма 1976. У каријери је укупно остварио 26 победа у спусту, 25 у Светском купу и једну на Олимпијским играма. Ови резултати га сврставају на место најбољег спусташа у историји скијања.

## Резултати у Светском купу

### Освојени кристални глобуси
| Сезона | Дисциплина |
| ------ | ---------- |
| 1975.  | Спуст      |
| 1976.  | Спуст      |
| 1977.  | Спуст      |
| 1978.  | Спуст      |
| 1983.  | Спуст      |

### Победе у Светском купу
26 победа (25 у спусту, 1 у комбинацији)
| Сезона | Датум              | Место               | Дисциплина |
| ------ | ------------------ | ------------------- | ---------- |
| 1974.  | 22. децембар 1973. | Шладминг            | Спуст      |
| 1975.  | 8. децембар 1974.  | Вал д'Изер          | Спуст      |
| 1975.  | 15. децембар 1974. | Санкт Мориц         | Спуст      |
| 1975.  | 5. јануар 1975.    | Гармиш-Партенкирхен | Спуст      |
| 1975.  | 11. јануар 1975.   | Венген              | Спуст      |
| 1975.  | 18. јануар 1975.   | Кицбил              | Спуст      |
| 1975.  | 26. јануар 1975.   | Инзбрук             | Спуст      |
| 1975.  | 9. март 1975.      | Џексон Хол          | Спуст      |
| 1975.  | 21. март 1975.     | Вал Гардена         | Спуст      |
| 1976.  | 12. децембар 1975. | Мадона ди Кампиљо   | Спуст      |
| 1976.  | 10. јануар 1976.   | Венген              | Спуст      |
| 1976.  | 11. јануар 1976.   | Комбинација         |            |
| 1976.  | 17. јануар 1976.   | Морзин              | Спуст      |
| 1976.  | 25. јануар 1976.   | Кицбил              | Спуст      |
| 1976.  | 12. март 1976.     | Аспен               | Спуст      |
| 1977.  | 17. децембар 1976. | Вал Гардена         | Спуст      |
| 1977.  | 18. децембар 1976. | Спуст               |            |
| 1977.  | 8. јануар 1977.    | Гармиш-Партенкирхен | Спуст      |
| 1977.  | 15. јануар 1977.   | Кицбил              | Спуст      |
| 1977.  | 22. јануар 1977.   | Венген              | Спуст      |
| 1977.  | 18. фебруар 1977.  | Лакс                | Спуст      |
| 1978.  | 11. децембар 1977. | Вал д'Изер          | Спуст      |
| 1978.  | 11. март 1978.     | Лакс                | Спуст      |
| 1982.  | 6. децембар 1981.  | Вал д'Изер          | Спуст      |
| 1983.  | 20. децембар 1982. | Вал Гардена         | Спуст      |
| 1984.  | 21. јануар 1984.   | Кицбил              | Спуст      |